# Mel Lastman Square
Le  Mel Lastman Square  est un espace vert de Toronto au secteur de North York, nommé en honneur de Mel Lastman, ancien maire de la ville de North York et de Toronto. Il a été officiellement ouvert le 16 juin 1989 par Norman Jewison et Brie Lastman. Les architectes étaient de la firme de J. Michael Kirkland .

## Histoire
Le Square est située sur ce qui était autrefois "un champ herbeux d'une profondeur de 500 pieds qui n'avait d'autre but apparent que de rendre difficile l'accès à l'hôtel de ville." Il a été nommé d'après Lastman dans une motion présentée par Howard Moscoe lors d'une réunion du conseil municipal de North York en avril 1986. L'architecte Michael Kirkland a estimé que l'utilisation excessive de béton donnait à ce carré une sensation de "tape-à-l'œil"; il aurait utilisé du granit si le budget le lui permettait. La place publique a coûté 5 millions de dollars à construire .
Une foule 3500 personnes, accompagnées d'une chorale et d'un géant King Kong gonflable (sur un toit situé à proximité) ont assisté à la cérémonie d'ouverture qui s'est tenue le 16 juin 1989. Lincoln Alexander et Alan Tonks étaient présents à la cérémonie. Enfin, le député Alan Redway a lu un hommage de Brian Mulroney et 7 000 ballons ont été libérés .

## Description des lieux
Construit sur un site de 18 000 m2, le Square a une superficie d'approximativement 13 000 m2, dont 1 850 m2 d'« espace vert ».
Un ruisseau artificiel jaillit d’une fontaine située sous la grande enseigne de la rue Yonge et descend dans vers le fond du Square. Des jardinières, des arbres, des arbustes et des bancs en bois entourent le parc. Un grand étang situé au centre de la place publique, point focal du parc, sert de centre de détente en été et de patinoire en hiver. On y trouve aussi un amphithéâtre et une petite chapelle conique .
Chaque année, il y a éclairage de menorah sur la place publique du Mel Lastman Square (Lastman étant juif) .
Le Square se trouvait sur le trajet de l’attaque à la voiture-bélier du 23 avril 2018 à Toronto. La famille d'une des victimes de l'attaque a fait don d'un piano en avril 2019; il a été placé sous la rotonde de la chapelle à Mel Lastman Square . Une plaque en bois (en guise de monument permanent) décrit l’événement et sert de lieu de rassemblement pour commémorer l’attaque en avril 2019. La ville de Toronto voulut installer quelque chose de plus permanent sur les lieux pour marquer ce triste événement  mais elle a conclut en 2025 qu'il n'est pas possible de le faire à cet endroit.

### Référence de traduction
- (en) Cet article est partiellement ou en totalité issu de l’article de Wikipédia en anglais intitulé « Mel Lastman Square » (voir la liste des auteurs).